# Esko Järvinen
Kauko Esko Järvinen (* 15. Dezember 1907 in Lahti; † 7. März 1976 in Helsinki) war ein finnischer Skisportler, der im Skispringen, im Skilanglauf, in der Nordischen Kombination und dem Militärischen Patrouillenlauf startete.

## Werdegang
Järvinen erreichte bei der Nordischen Skiweltmeisterschaft 1926 in der Disziplin Einzel (Normalschanze / 17 km) den sechsten Platz. Im Skispringen von der Normalschanze belegte er mit 75,885 Punkten den 19. Platz.
Er war bei den Olympischen Winterspielen 1928 als Soldat Teilnehmer der finnischen Mannschaft beim Demonstrationsbewerb Militärpatrouillenlauf und landete zusammen mit Eino Kuvaja, Kalle Tuppurainen und Veikko Ruotsalainen auf dem zweiten Platz. Da es jedoch nur ein Demonstrationswettbewerb war, wurden keine Medaillen vergeben. In der Nordischen Kombination wurde er Fünfter und im Spezialsprunglauf belegte er den 22. Platz.
Bei der Nordischen Skiweltmeisterschaft 1929 in Zakopane gewann er in der Disziplin Einzel (Normalschanze/18 km) die Bronzemedaille. Im Skisprung-Einzel belegte er nach Sprüngen auf 48 und 46 Meter den 35. Platz.
Bei der Nordischen Skiweltmeisterschaft 1931 in Oberhof startete Järvinen erneut, kam aber nicht unter die besten 60, die in die Wertung eingingen.
Järvinens Bruder Erkki war als Leichtathlet aktiv und startete bei den Olympischen Sommerspielen 1928 in Amsterdam als Dreispringer.